# Star Wars Battlefront (2015)
Star Wars Battlefront ist ein im Star-Wars-Universum angesiedelter Ego-Shooter/Third-Person-Shooter und der sechste Teil der Star-Wars:-Battlefront-Reihe. Er wurde von Digital Illusions CE entwickelt und von Electronic Arts veröffentlicht. Das Spiel erschien im November 2015 für PlayStation 4, Xbox One sowie für Windows.
Die Entwickler betrachten das Spiel als Remake des gleichnamigen Spiels aus dem Jahr 2004. Das Konzept des Spiels ähnelt dem der Battlefield-Reihe. Auf verschiedenen Karten, die bekannte Orte aus den Star-Wars-Filmen darstellen, kämpfen zwei Fraktionen um auf der Karte verteilte Kommandoposten. Sobald eines der Teams alle dieser Posten erobert hat, hat es gewonnen. Der Spieler übernimmt im Verlauf dieser Kämpfe die Rolle eines Soldaten aus einer der beiden Fraktionen.
Es ist der Vorgänger von Star Wars Battlefront II aus dem Jahr 2017.

## Spielprinzip
Wie in den Vorgängern ist es auch hier möglich, im Spiel zwischen der Third-Person- und der Ego-Shooter-Perspektive zu wechseln. Spieler können Monde oder Planeten wie Endor, Hoth, Tatooine, Sullust oder Jakku besuchen. Dabei können verschiedene Fahrzeuge benutzt werden. Weltraumkämpfe waren anfangs nicht vorhanden, wurden aber mit dem Todesstern-DLC zugefügt. Neue Waffen können mit verschiedenen Teammitgliedern getauscht werden. Auch gibt es kein Kimme-und-Korn-Schießen.
Das Spiel konzentriert sich auf die alte Star-Wars-Saga, dementsprechend stehen sich das Imperium und die Rebellenallianz als Fraktionen gegenüber. Wie in den Vorgängern treten Charaktere aus den Filmen wie Darth Vader, Luke Skywalker, Boba Fett, in Erscheinung. Auch R2-D2 und C-3PO haben Gastauftritte. Das Spiel besitzt anders als die Vorgänger keine Einzelspieler-Kampagne. Jedoch stehen verschiedene Missionen zur Auswahl, die zusammen oder alleine gegen den Computer gespielt werden können. Allerdings werden sie nicht durch eine Erzählung verbunden. Der Mehrspieler-Modus unterstützt bis zu 40 Spieler gleichzeitig auf einer Map, 12 Karten werden bei der Veröffentlichung zur Verfügung stehen.

## Spielmodi
Das Spiel verfügt sowohl über Mehrspieler- als auch Einzelspieler-Modi. Letztere können auch alle (bis auf das Tutorial) online oder per geteiltem Bildschirm mit einem Freund gespielt werden. Im Gegensatz zu den vorherigen Teilen beinhaltet das Spiel keine Einzelspieler-Kampagne.

### Einzelspieler-Modi
Für einen oder zwei Spieler stehen sogenannte „Missionen“ zur Verfügung, außerdem die Modi Kampfläufer-Angriff und Jägerstaffel:
- Schlacht gegen die KI (es gilt, als erster 100 Token zu sammeln, auch mit Helden möglich)
- Überlebensmissionen (es gilt, 15 Wellen Gegner abzuwehren)
- Trainingsmissionen (Grundlagen des Spiels erlernen, u. a. X-Wing fliegen, AT-ST steuern)
- Jägerstaffel (mit Schiffen aus verschiedenen Star-Wars-Teilen versuchen, gegnerische Schiffe auszuschalten)
- Kampfläufer-Angriff (es gilt, als Rebellen die sogenannten Uplinks online zu halten, damit Verstärkung die Kampfläufer orten kann, um sich gegen die AT-AT zu wehren)

### Mehrspieler-Modi
Hauptaugenmerk liegt auf den Onlineschlachten für bis zu 40 Spieler. Hier stehen folgende Kampfmodi zur Verfügung:
- Kampfläufer-Angriff (Das Imperium muss seine AT-AT-Kampfläufer verteidigen, die Rebellen müssen sie vernichten)
- Gefecht (klassisches Team-Deathmatch)
- Droidenalarm (es gilt, als erstes Team drei Droiden einzunehmen und zu halten)
- Fracht (Capture the Flag)
- Vorherrschaft (Gebiete erobern)
- Jägerstaffel (Luftkämpfe zwischen dem Imperium und den Rebellen)
- Abwurfzone (Rettungskapseln erobern)
- Helden VS. Schurken (Das Team, welches zuerst die feindlichen Helden eliminiert, gewinnt)
- Heldenjagd (Die Spieler versuchen, den Helden zu töten, um selbst der Held zu werden)
- Wendepunkt (Die Rebellen versuchen, innerhalb einer gewissen Zeit Gebiete des Imperiums zu stürmen)
- Battle-Station (Mischung aus Jägerstaffel und Droidenalarm [Erst ab dem 20. September 2016 bzw. 2 Wochen danach spielbar])
- Transport (Die Rebellen versuchen, mit dem Transport zu entkommen, das Imperium muss den Transport aufhalten)
- Sabotage (Die Rebellen versuchen, imperiale Reaktoren zu zerstören und anschließend zu fliehen, das Imperium versucht, dies zu verhindern)
- Infiltration (Die Rebellen versuchen, durch einen Energieschild zu kommen (Jägerstaffel). Es müssen Sprengsätze an bestimmten Punkten deponiert werden. Im Anschluss muss die Flucht mit zumindest einem Datenband gelingen)

## Synchronisation
| Rolle            | Sprecher           |
| ---------------- | ------------------ |
| Luke Skywalker   | Hans-Georg Panczak |
| Han Solo         | Wolfgang Pampel    |
| Leia Organa      | Susanna Bonasewicz |
| Darth Vader      |                    |
| Sheev Palpatine  | Friedhelm Ptok     |
| Boba Fett        | Martin Keßler      |
| C-3PO            |                    |
| Lando Calrissian | Frank Glaubrecht   |
| Admiral Ackbar   | Hans Teuscher      |

## Entwicklungsgeschichte
Nach dem Verkauf von LucasFilm an Disney lizenzierte Disney die Entwicklungsrechte für Star-Wars-Spiele an Electronic Arts (EA). Als eines der ersten neuen Spiele kündigte EA am 10. Juni 2013 auf der E3 einen neuen Teil der Battlefront-Serie an. Das Spiel ist losgelöst von den Vorgängern. Die Open Beta von Star Wars: Battlefront lief vom 8. bis 13. Oktober 2015 auf der Online-Spielplattform Origin. An dieser nahmen über neun Millionen Spieler teil.

## Rezeption
Neben Lob für Grafik und Sound erfuhr das Spiel auch deutliche Kritik. Kritisiert wurde vor allem die fehlende Singleplayer-Kampagne und die in der Basisversion geringe Zahl an acht Spielebenen („Maps“, zwölf mit Trainingsmissionen), wobei alle regulären Missionen zudem als Ego-Shooter ausgelegt sind. Raumschiffe und Fahrzeuge sind nur in drei Trainingsmissionen sowie im Mehrspielermodus spielbar, für den eine Internetverbindung erforderlich ist. Ein Season Pass mit Downloadable Content (DLC), der beinahe ebenso teuer wie das eigentliche Spiel ist, muss hinzugekauft werden, um 16 weitere Maps freizuschalten. Chip.de kommentierte: Das ist perfide, das ist unfair, und einmal mehr drängt sich das Bild vom Junkie auf, dem man mit dem nächsten Fix vor der Nase rumwedelt.
Die Star-Wars-Atmosphäre werde perfekt eingefangen. Nicht alle Modi und Karten seien gut ausbalanciert. Battlefront sei sehr zugänglich und begeistere in technischer Hinsicht. Das Spiel sei Fanservice für Liebhaber der Originaltrilogie. Dem reinen Online-Multiplayer-Shooter fehle taktische Tiefe. Es gäbe weder Teamoptionen noch Charakterentwicklung. Die Action sei unkompliziert, intensiv und kurzweilig. Die Präsentation sei mit beispielloser Technik atemberaubend.
Im ersten Jahr wurden etwa 12–13 Millionen verkaufte Exemplare abgesetzt. Ein Großteil der Spielerzahl stammt von Konsolen.

## Roman zum Spiel
- Star Wars Battlefront: Twilight Kompanie von Alexander Freed, Februar 2016, Panini Verlag, ISBN 978-3-8332-3259-6.